# Monguito
Ramón Quian Sardiñas, llamado "Monguito" o "El Único" (Matanzas, Cuba, 1922-Nueva York, 26 de mayo de 2006) fue un vocalista cubano.
Este sonero tenía un estilo de improvisación sencillo con una voz distintiva nasal.
Después de pasar por varias orquestas, en 1967 grabó con Johnny Pacheco Pacheco Presents Monguito para Fania. Su debut en la discográfica SAR, producido por Roberto Torres, Yo No Soy Mentiroso (1979), fue disco de oro. Como Ismael Rivera, este vocalista proyecta una estética terrenal y pragmática en la tradición del son montuno, guajiras, boleros, guaguancó y jazz. Fue uno de los principales artistas del prestigioso club Tropicana. Pasó por las orquestas de Pérez Prado y Tito Puente.
Entre 1964 y 1966 hace parte de la agrupación del dominicano Johnny Pacheco y compartió al lado del vocalista Chivirico Dávila. Se constituyó en el primer cantante de la Fania All Stars (1967) con la que vocalizó el son montuno "Como me gusta el Son", tema musical en la que participaron en los coros Héctor Lavoe y Adalberto Santiago, Eddie Palmieri en el piano y Barry Rogers en el trombón. En su repertorio musical están Ave María Morena, Son de la loma, Yo no soy mentiroso, El manisero, Paso Fino, La Rebelión y El Mundo.

## Discografía
- Primitivo (con Arsenio Rodríguez) (1960)
- Pacheco te Invita a bailar (con Johnny Pacheco) (1965)
- Latin Mann (con Herbie Mann) (1966)
- Viva África (con Johnny Pacheco) (1966)
- Bajándote (con la Orchestra Harlow) (1966)
- Pacheco presents Monguito (1967)
- Fania All Stars - Live at the Red Garter - Vol. 1 (1968)
- Monguito El Único y su Conjunto (1968)
- De Todo Un Poco (1970)
- Escúchame (1971)
- Monguito El Único! (1975)
- From Cuba To Africa (1979)
- Yo no soy Mentiroso (1979)
- La Crema (antología con Johnny Pacheco) (1980)
- Sabrosura (antología con Johnny Pacheco) (1980)
- International (1981)
- El Único (1982)
- Alto Songo (1984)
- ¡El Único! (1984)
- Yo Soy la Meta (1985)
- Sazonando (1995)

## Enlaces
- Vídeo de "Puntéame bien el tres" (Monguito y su Conjunto en Panamá) (consultado el 08/04/2013)